# Parc natural
Parcul natural este constituit dintr-un teritoriu delimitat în care atributele naturale, istorice și culturale sunt protejate pe baza unui regulament, pentru o conservare și dezvoltare durabilă. 
Spre deosebire de parcurile naționale, într-un parc natural activitățile umane au un loc bine stabilit, integrându-se într-un tot unitar cu cadrul natural din care fac parte.